# پل چری
پل چری (انگلیسی: Paul Cherry؛ زادهٔ ۱۴ اکتبر ۱۹۶۴) بازیکن فوتبال اهل بریتانیا است.
از باشگاه‌هایی که در آن بازی کرده‌است می‌توان به باشگاه فوتبال هارت آف میدلوتیان، باشگاه فوتبال اینورنس کالدنیون تیسل، و باشگاه فوتبال سنت جانستون اشاره کرد.